# Steve Bartek
Steve Bartek (Ohio, ...) è un compositore e musicista statunitense.
Ha composto musiche per film e serie televisive, tra cui: La scuola più pazza del mondo, Le mani della notte e Nightmare Ned.

## Filmografia parziale

### Cinema
- Le mani della notte (Past Midnight), regia di Jan Eliasberg (1991)
- Crociera fuori programma (Cabin Boy), regia di Adam Resnick (1994)
- La scuola più pazza del mondo (National Lampoon's Senior Trip), regia di Kelly Makin (1995)
- Romy & Michelle (Romy and Michele's High School Reunion), regia di David Mirkin (1997)
- I soliti amici (The Crew), regia di Michael Dinner (2000)
- Get Over It, regia di Tommy O'Haver (2001)
- Novocaine, regia di David Atkins (2001)
- L'uomo dei miei sogni (Carolina), regia di Marleen Gorris (2003)

### Televisione
- Storie incredibili (Amazing Stories) - serie TV, 2 episodi (1985-1987)
- Verdetto: colpevole (Guilty as Charged) - film TV, regia di Sam Irvin (1991)
- I racconti della cripta (Tales from the Crypt) - serie TV, 1 episodio (1991)
- Qua la zampa, Doggie (Family Dog) - serie TV d'animazione, 1 episodio (1993)
- Nightmare Ned - serie TV d'animazione, 4 episodi (1997)
- Estremamente Pippo (An Extremely Goofy Movie) - film TV, regia di Douglas McCarthy (2000)
- Desperate Housewives - serie TV, 2 episodi (2004)